# Mezzaluna Rossa marocchina

il simbolo della Mezzaluna Rossa

La Croissant-Rouge Marocain (CRM) è la società nazionale di Croce Rossa e Mezzaluna Rossa del Regno del Marocco, stato del Nordafrica.

## Denominazione ufficiale
- الهلال الأحمر المغربي in arabo, idioma ufficiale del paese;
- Croissant-Rouge Marocain (CRM) in lingua francese, idioma più diffuso dopo l'arabo;
- Moroccan Red Crescent in lingua inglese.

## Storia
La Mezzaluna Rossa marocchina è stata fondata nel 1957 con Decreto Reale, nel 1958 è stata riconosciuta dal Comitato internazionale della Croce Rossa (CICR) e dalla Federazione (IFRC).

## Organizzazione
La Società è presieduta da Sua Altezza Reale la Principessa Lalla Malika, sorella di re Hasan II del Marocco.

## Mezzi
La CRM possiede 35 ambulanze ad altri 4 veicoli.